# Couvent Saint-François de Bonifacio
Le couvent Saint-François (San Franzé) est un ancien couvent franciscain situé en Corse dans la haute-ville de Bonifacio, à proximité du cimetière marin. Le couvent date du XIIIe siècle. La fête patronale a lieu le 4 octobre.

## Histoire et description
Saint François d'Assise fit escale à Bonifacio (qui appartenait alors aux Génois) en 1215, au cours d'un voyage d'Espagne en Italie. Le couvent, construit en 1290, fait face à une vaste esplanade militaire, l'esplanade Saint-François, d'où l'on peut voir au loin la Sardaigne. Il a été remanié au XIVe siècle et agrandi au XVIIe siècle.
L'église conventuelle actuelle date de la fin du XIVe siècle et comprend une nef unique et deux travées voûtées d'ogives ; elle est classée au titre des monuments historiques depuis le 31 décembre 1976 et a été restaurée en 2019. Ranuccio Spinola, évêque d'Ajaccio, et franciscain, est enterré devant le maître-autel depuis 1457. La dalle funéraire de marbre finement sculpté date de 1464. Le grand bénitier de marbre blanc porte la date de 1616.
C'est en cette église qu'ont eu lieu les obsèques de Marie-José Nat, le 15 octobre 2019.
Aujourd'hui l'école de musique de Bonifacio est accueillie dans une partie de l'ancien couvent.